# Virgin Cola
Virgin Cola è stata una marca di soda alla cola, concorrente di Pepsi e di Coca-Cola. Appartiene alla società Virgin Drinks del gruppo Virgin di proprietà di Richard Branson.
Virgin Cola è stata lanciata nel Regno Unito nel 1994 a seguito di grosse campagne pubblicitarie con protagonisti: Nicole Richie, Nicky Hilton e Ashlee Simpson.
Le bottiglie della Virgin si distinguono dalle altre bevande di Cola per il colore cromato opaco della superficie.
La pammy (il nome della bottiglia), riprende e ricorda le forme prosperose di un'attrice famosa: Pamela Anderson.

## Italia
In Italia è presente dal 1999 l'intera gamma di Virgin Drinks tra cui Virgin Cola e Diet Cola.